# Memórias Paroquiais de 1758
As Memórias Paroquiais de 1758 são o resultado de um inquérito realizado a todas as paróquias de Portugal.
O inquérito teve lugar em 1758, três anos após o sismo de Lisboa de 1755, a mando de Marquês de Pombal.
O questionário foi enviado a todos os bispos das dioceses do reino, para que fossem respondidos pelos seus párocos e remetidas as respostas à Secretaria de Estado dos Negócios do Reino.
A tarefa de proceder à organização das respostas de todos os documentos coube ao Padre Luís Cardoso, sendo concluída em 1832, já depois do seu falecimento, altura em que se terá completado o índice de todas as respostas aos inquéritos recebidos.

## O inquérito
O inquérito estava dividido em três partes, sobre as povoações, sobre as serras e sobre os rios.
Na primeira parte, sobre as povoações, pedia-se resposta a 27 perguntas. Entre as perguntas, era possível saber onde a paróquia ficava situada, de quem era a jurisdição da localidade, qual a sua população, que título tinha o pároco e quantos eclesiásticos e respectivas rendas tinha a igreja, se havia conventos, hospitais, misericórdias, ermidas e romarias; se tinha alguma feira, privilégios e antiguidades, fontes ou lagoas, ou muralhas e castelo, bem como personagens ilustres. Perguntava-se também pelos serviços de correio, pelas produções da terra e pelos danos do sismo de 1755. 
Na segunda parte, sobre as serras, colocavam-se 13 questões. 
Na terceira parte, sobre os rios, eram colocadas 20 perguntas.
Todas as partes terminavam com a recomendação: «E qualquer outra coisa notável que não vá neste interrogatório». Era uma forma de captar outras particularidades da freguesia.

## As respostas
Do total das 4073 freguesias existentes em 1758, constam nas Memórias Paroquias de 1758 catorze paróquias cuja correspondência com as freguesias do mapa administrativo continental de 1991 não foi possível estabelecer, conhecendo-se, contudo, as províncias, comarcas, ou concelhos a que pertenciam no ano de 1758, e que se indicam a seguir entre parênteses: Covide (Neiva), Escutelo (Bragança), Pedrógão (Coja), Real de Corvos (Neiva), Sabugal (Foz Côa), Santiago (Óbidos, Alenquer), Santíssimo Milagre (Santarém), S. Antão (Évora), São Julião (Santarém), São Lourenço (Santarém), Senhora da Orada (Coimbra), Sérvio (Miranda do Corvo), Valongo (Douro), Vila Real (Juromenha), hoje a paróquia oliventina de Vila Real (Villarreal), integrada na Espanha em 1801. 

## As perguntas
As perguntas colocadas foram as seguintes

### Parte I: O que se procura saber da terra
1. Em que província fica, a que bispado, comarca, termo e freguesia pertence.
2. Se é d’el-Rei, ou de donatário, e quem o é ao presente.
3. Quantos vizinhos tem, e o número de pessoas.
4. Se está situada em campina, vale, ou monte e que povoações se descobrem dela, e quanto distam.
5. Se tem termo seu, que lugares, ou aldeias compreende, como se chamam, e quantos vizinhos tem.
6. Se a Paróquia está fora do lugar, ou dentro dele, e quantos lugares, ou aldeias tem a freguesia, e todos pelos seus nomes.
7. Qual é o seu orago, quantos altares tem, e de que santos, quantas naves tem; se tem Irmandades, quantas e de que santos.
8. Se o Pároco é cura, vigário, ou reitor, ou prior, ou abade, e de que apresentação é, e que renda tem. 
9. Se tem beneficiados, quantos, e que renda tem, e quem os apresenta.
10.Se tem conventos, e de que religiosos, ou religiosas, e quem são os seus padroeiros.
11.Se tem hospital, quem o administra e que renda tem.
12. Se tem casa de Misericórdia, e qual foi a sua origem, e que renda tem; e o que houver de  notável em qualquer destas coisas.
13. Se tem algumas ermidas, e de que santos, e se estão dentro ou fora do lugar, e a quem pertencem.
14. Se acode a elas romagem, sempre, ou em alguns dias do ano, e quais são estes.
15. Quais são os frutos da terra que os moradores recolhem com maior abundância.
16. Se tem juiz ordinário, etc., câmara, ou se está sujeita ao governo das justiças de outra terra, e qual é esta.
17. Se é couto, cabeça de concelho, honra ou beetria.
18. Se há memória de que florescessem, ou dela saíssem, alguns homens insignes por virtudes, letras ou armas.
19. Se tem feira, e em que dias, e quanto dura, se é franca ou cativa.
20. Se tem correio, e em que dias da semana chega, e parte; e, se o não tem, de que correio se serve, e quanto dista a terra aonde ele chega.
21. Quanto dista da cidade capital do bispado, e quanto de Lisboa, capital do Reino.
22. Se tem algum privilégio, antiguidades, ou outras coisas dignas de memória.
23. Se há na terra, ou perto dela alguma fonte, ou lagoa célebre, e se as suas águas tem alguma especial virtude.
24. Se for porto de mar, descreva-se o sitio que tem por arte ou por natureza, as embarcações que o frequentam e que pode admitir.
25. Se a terra for murada, diga-se a qualidade dos seus muros; se for praça de armas, descreva-se a sua fortificação. Se há nela, ou no seu distrito algum castelo, ou torre antiga, e em que estado se acha ao presente.
26. Se padeceu alguma ruína no terramoto de 1755, e em quê, e se está reparada.
27. E tudo o mais que houver digno de memória, de que não faça menção o presente interrogatório.

### Parte II: O que se procura saber da serra
1. Como se chama. 
2. Quantas léguas tem de comprimento e quantas tem de largura, aonde principia e acaba. 
3. Os nomes dos principais braços dela. 
4. Que rios nascem dentro do seu sítio, e algumas propriedades mais notáveis deles; as partes para onde correm e onde fenecem. 
5. Que vilas e lugares estão assim na Serra, como ao longo dela. 
6. Se há no seu distrito algumas fontes de propriedades raras. 
7. Se há na Serra minas de metais, ou canteiras de pedras, ou de outros materiais de estimação. 
8. De que plantas ou ervas medicinais é a serra povoada, e se se cultiva em algumas partes, e de que géneros de frutos é mais abundante. 
9. Se há na Serra alguns mosteiros, igrejas de romagem, ou imagens milagrosas.
10. A qualidade do seu temperamento. 
11. Se há nela criações de gados, ou de outros animais ou caça. 
12. Se tem alguma lagoa ou fojos notáveis. 
13. E tudo o mais que houver digno de memória. 

### Parte III: O que se procura saber do rio
1. Como se chama assim, o rio, como o sitio onde nasce.
2. Se nasce logo caudaloso, e se corre todo o ano.
3. Que outros rios entram nele, e em que sitio.
4. Se é navegável, e de que embarcações é capaz.
5. Se é de curso arrebatado, ou quieto, em toda a sua distância, ou em alguma parte dela.
6. Se corre de norte a sul, se de sul a norte, se de poente a nascente, se de nascente a poente.
7. Se cria peixes, e de que espécie são os que traz em maior abundância.
8. Se há nela pescarias, e em que tempo do ano.
9. Se as pescarias são livres ou algum senhor particular, em todo o rio, ou em alguma parte dele.
10. Se se cultivam as suas margens, e se tem muito arvoredo de fruto, ou silvestre.
11. Se têm alguma virtude particular as suas águas. 
12. Se conserva sempre o mesmo nome, ou começa a ter diferente em algumas partes, e como se chamam estas, ou se há memória que em outro tempo tivesse outro nome.
13. Se morre no mar, ou em outro rio, e como se chama este, e o sitio em que entra nele.
14. Se tem alguma cachoeira, represa, levada, ou açudes que lhe embaracem o ser navegável.
15. Se tem pontes de cantaria, ou de pau, quantas e em que sítio.
16. Se tem moinhos, lagares de azeite, pisões, noras ou algum outro engenho.
17. Se em algum tempo, ou no presente, se tirou ouro das suas areias.
18. Se os povos usam livremente as suas águas para a cultura dos campos, ou com alguma pensão.
19. Quantas léguas tem o rio, e as povoações por onde passa, desde o seu nascimento até onde acaba.
20. E qualquer coisa notável, que não vá neste interrogatório.

## Respostas ao inquérito
No site da Torre do Tombo estão disponíveis as imagens digitalizadas das respostas elaboradas pelos párocos ao interrogatório, através do qual se pretendia obter informações sobre as paróquias, abrangendo a totalidade do território continental português.